# Lukovské podhradí
Lukovské podhradí je sdružení právnických osob v okresu Zlín, jeho sídlem je Fryšták a jeho cílem je vzájemná spolupráce v oblasti cestovního ruchu, ekologických projektů a ochrany životního prostředí, rozvíjení kultury, obnovy tradic a lidových řemesel, dopravní obslužnosti a sportovních aktivit a další. Sdružuje celkem 8 obcí a bylo založeno v roce 2003.

## Obce sdružené v mikroregionu
- Kašava
- Lukov
- Lukoveček
- Fryšták
- Držková
- Vlčková
- Racková